# Gouldsmaragdkolibri
Der Gouldsmaragdkolibri (Chlorostilbon elegans) ist eine wenig bekannte ausgestorbene Kolibriart aus der Gattung der Smaragdkolibris, die 1860 von John Gould unter dem Namen Erythronota elegans beschrieben und gezeichnet wurde. Sie ist nur von einem einzigen Exemplar unbekannter Herkunft bekannt, das im Walter Rothschild Zoological Museum in Tring aufbewahrt wird. Nach Goulds Beschreibung hatte der Kolibri eine glitzernd hellgrüne Haube. Kehle und Brust waren bronzegrün. Der Gouldsmaragdkolibri galt lange als zweifelhafte Art. Erst nach einer Untersuchung des Museumsexemplares durch den deutschen Ornithologen André-Alexander Weller im Jahre 1999 wurde der Gouldsmaragdkolibri als valide Art anerkannt und 2004 von der IUCN in die Liste der ausgestorbenen Vogelarten aufgenommen. Weller vermutet Jamaika oder die nördlichen Bahamas als Herkunftsgebiet der Art.

## Etymologie und Forschungsgeschichte
John Gould beschrieb den Kolibri unter dem Namen Erythronota (?) elegans. Wer das Typusexemplar gesammelt hat bzw. wo es lebte, war Gould nicht bekannt. Ein Jahr später publizierte Gould die dazugehörige Tafel. Sie war Teil der 24. Lieferung seiner Kolibritafeln. Erst später wurde er der Gattung Chlorostilbon zugeordnet. Dieser Name setzt sich aus den griechischen Worten »chlōros χλωρός« für »grün« und »stilbōn στίλβων« für »scheinend« zusammen. Die Griechen gaben dem Merkur den Beinamen Stilbōn was auf »stilbē στιλβη« für »Lampe« zurückzuführen ist. Das lateinische »elegans« bedeutet »fein, geschmackvoll, elegant«.